# Guitar Chimes
Guitar Chimes est un morceau instrumental de Blind Blake enregistré en septembre 1929. Le disque comprenait en face B Blind Arthur's Breakdown.